# توني فورد (لاعب كرة قدم)
توني فورد (بالإنجليزية: Tony Ford)‏ (14 مايو 1959 في المملكة المتحدة - ) هو لاعب كرة قدم بريطاني في مركز الوسط. شارك مع منتخب إنجلترا لكرة القدم الرديف. أما مع النوادي، فقد لعب مع برادفورد سيتي وستوك سيتي وسكونثورب يونايتد وغريمسبي تاون ونادي روتشديل ونادي سندرلاند ووست بروميتش ألبيون ونادي مانسفيلد تاون.

## وصلات خارجية
- توني فورد على موقع قاعدة بيانات كرة القدم.إي يو (الإنجليزية)
- توني فورد على موقع Soccerbase.com (لاعب) (الإنجليزية)